# Comfort Momoh
Comfort Iyabo Amah Momoh (Lagos, c. 1962) és una llevadora i infermera britànica que s'ha especialitzat en el tractament de la mutilació genital femenina. Nascuda a Nigèria, Momoh és membre del grup britànic FGM National Clinical Group, establert el 2007 amb el fi d'entrenar professionals sanitaris per a fer front a aquesta pràctica. Fins al 2017, va treballar a la sanitat pública com a especialista en la fundació Guy's and St Thomas' NHS Foundation Trust a Londres, És l'editora de Female Genital Mutilation (2005).

## Vida primerenca i formació
Momoh va néixer a Lagos, Nigèria, en una família ghanonigeriana. La seva àvia materna va morir pocs dies abans que nasqués; la paterna va ser qui sobretot es va encarregar de criar-la.
El 1981, va mudar-se al Regne Unit per tal de formar-se com a infermera al North Middlesex Hospital. Va ser aleshores que va estudiar per primera vegada la mutilació genital femenina, car la seva tribu nigeriana no la practicava. El 2002 va titular-se en Salut Femenina a la Florence Nightingale School of Nursing and Midwifery del King's College de Londres. El 2007, va rebre una beca de la fundació Florence Nightingale Foundation per a recercar la mutilació genital femenina a l'Àfrica. Així, el 2015, la dita fundació va premiar-la amb una beca per a visitar els Estats Units i estudiar l'abordament que hi tenien de la mutilació genital femenina.

## Carrera
El 1997, Momoh va encetar la clínica African Well Woman's Clinic al St Thomas's Hospital, dedicada a la cura de dones afectades per la mutilació genital femenina.
El 2013, la clínica rebia vora 300 pacients anuals i practicava dues desinfibulacions setmanals, una operació que implica l'obertura i la cosida de la vagina com a resultat de la mutilació genital femenina tipus III.
El 1999, Momoh va fer de consellera temporal de l'Organització Mundial de la Salut i el 2001 va representar el Regne Unit a la seva Comissió de l'Estatus de les Dones. A partir del 2007, va treballar deu anys com a especialista en salut pública a la Guy's and St Thomas' NHS Foundation Trust. Momoh també opera Global Comfort Ltd., una consulta mèdica privada. Va ser inclosa l'any 2014 en la llista de London Evening Standard de les 1 000 persones més influents de Londres.

### Premis
Als 2008 New Year Honours, Momoh va ser nomenada Membre del Molt Excel·lent Orde de l'Imperi Britànic (MBE) pels seus serveis en relació amb la salut de les dones. El mateix any, va rebre un doctorat honorari per part de la Middlesex University. Més tard, el 2011, va guanyar un premi Gathering of Africa's Best (GAB). A banda, el 2015, va ser elegida Alumna de l'Any del King's College de Londres, i el 2016 la Royal College of Midwives li va oferir una fundació universitària.

## Obres destacades
- (2004). Comfort Momoh. "Female genital mutilation", Curr Opin Obstet Gynecol. 2004 Dec;16(6):477-80. PMID: 15534443
- (2005). Comfort Momoh (ed.) Female Genital Mutilation, Oxford: Radcliffe Publishing, 2005.
- (2010). Comfort Momoh. "Female genital mutilation: a global and local concern", Pract Midwife. 2010 Apr;13(4):12-4. PMID: 20476610
- (2010). Comfort Momoh. "A day in the life of ... a female genital mutilation/public health specialist", Midwives. 2010 Aug:50. PMID: 24888058
- (2010). Susan Bewley, Sarah Creighton, and Comfort Momoh. "Female genital mutilation", BMJ. 2010 Jun 2;340:c2728. doi:10.1136/bmj.c2728. PMID: 20519272
- (2014). Katherine A. Zakhour and Comfort Momoh. "Female genital mutilation", in Maureen Dalton (ed.). Forensic Gynaecology. Cambridge University Press, 142–147.
- (2016). Maria Luisa Amasanti, Mendinaro Imcha, and Comfort Momoh. "Compassionate and Proactive Interventions by Health Workers in the United Kingdom: A Better Approach to Prevent and Respond to Female Genital Mutilation?", PLOS Medicine, 13(3), 22 March, e1001982. doi:10.1371/journal.pmed.1001982 Plantilla:Pmc
- (2016). Comfort Momoh, Olamide Olufade, and Patrice Redman-Pinard. "What nurses need to know about female genital mutilation", British Journal of Nursing, May 12–25;25(9):S30-4. doi:10.12968/bjon.2016.25.9.S30 PMID: 27172505